# Conus cyanostoma
Espèce
Statut de conservation UICN

 LC  : Préoccupation mineure
Conus cyanostoma est une espèce de mollusques gastéropodes marins de la famille des Conidae.
Comme toutes les espèces du genre Conus, ces escargots sont prédateurs et venimeux. Ils sont capables de « piquer » les humains et doivent donc être manipulés avec précaution, voire pas du tout.

## Description
La taille de la coquille varie entre 17 mm et 32 mm.

## Distribution
Cette espèce marine est présente dans la région tropicale Indo-Pacifique et au large de l'Australie (Nouvelle-Galles du Sud, Queensland).

### Niveau de risque d’extinction de l’espèce
Selon l'analyse de l'UICN réalisée en 2011 pour la définition du niveau de risque d'extinction, il est indiqué que cette espèce a une aire de répartition de 1 400 km de côtes entre Keepley Bay, Queensland, et Sydney, Nouvelle-Galles du Sud, où elle est présente entre 10 et 150 m. Il n'y a pas de menaces majeures pour cette espèce, et de nombreuses collections sont principalement constituées de spécimens morts. Elle est classée dans la catégorie préoccupation mineure.

## Taxonomie

### Publication originale
L'espèce Conus cyanostoma a été décrite pour la première fois en 1854 par le zoologiste français spécialiste des poissons et des mollusques Achille Valenciennes (1794-1865) dans la publication intitulée « Proceedings of the Zoological Society of London »,.

### Synonymes
- Austroconus cyanostoma (A. Adams, 1854) · non accepté
- Conus (Austroconus) cyanostoma A. Adams, 1854 · appellation alternative
- Conus coxeni Brazier, 1875 · non accepté
- Conus innotabilis E. A. Smith, 1892 · non accepté
- Leptoconus (Chelyconus) cyanostoma A. Adams, 1853 · non accepté (nomen nudum)

## Identifiants taxonomiques
Chaque taxon catalogué par les bases de données biologiques et taxonomiques possède un identifiant qui permet d'établir un point de référence. Les identifiants de Conus cyanostoma dans les principales bases sont les suivants :
AFD : Conus_(Austroconus)_cyanostoma - CoL : XX99 - GBIF : 5795714 - iNaturalist : 431929 - IRMNG : 11294912 - TAXREF : 155478 - UICN : 192382 - WoRMS : 426470